# Teruel (LRM)

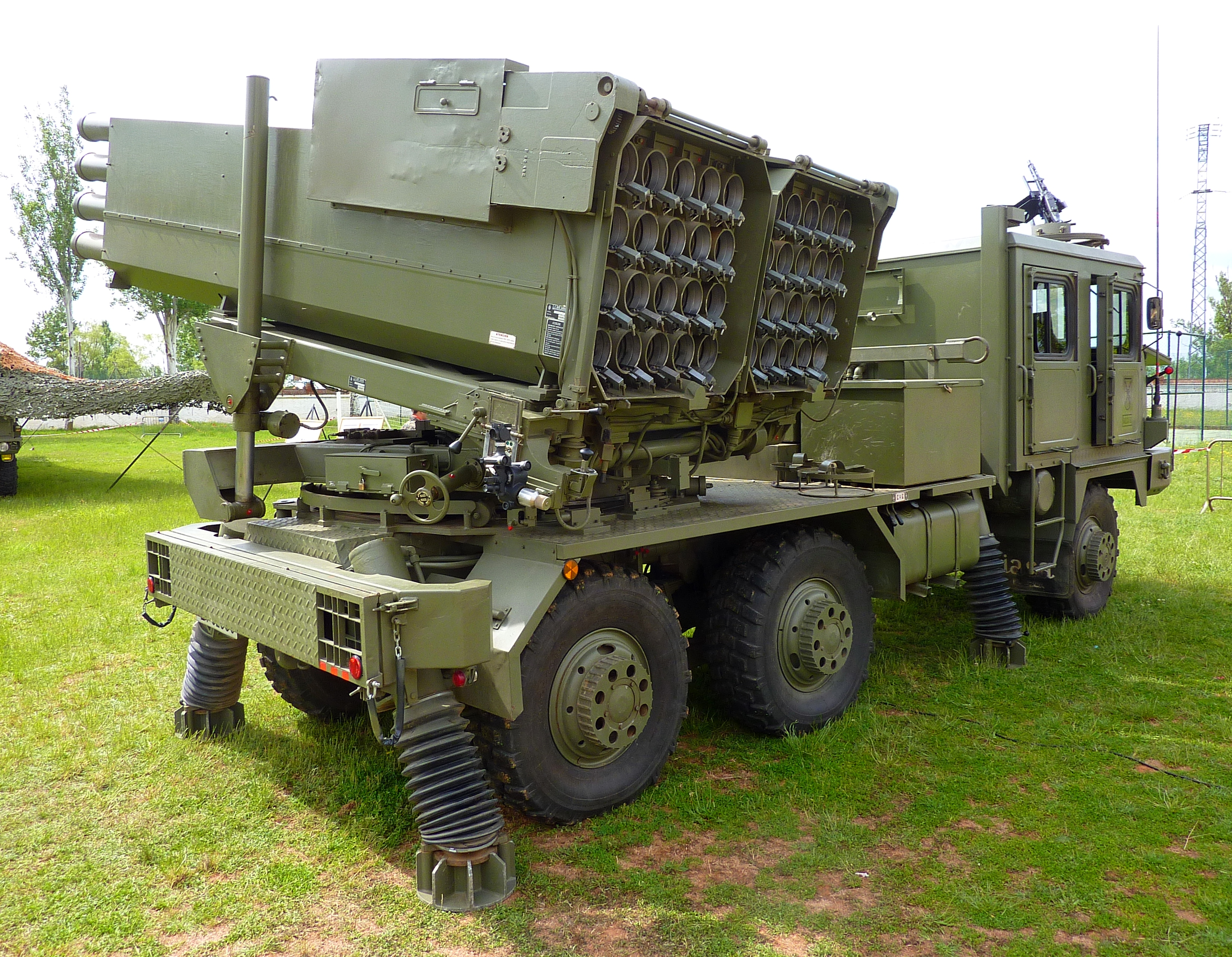
Lanceur mutliple Teruel

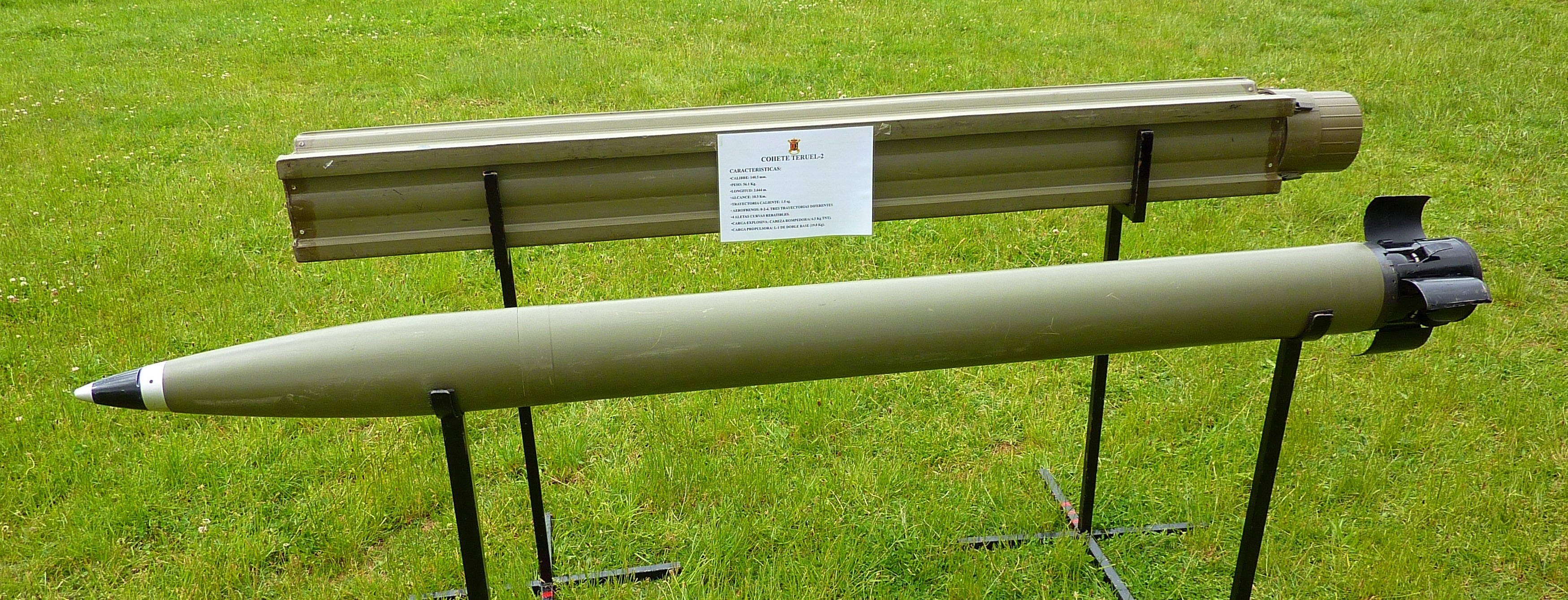
Fusée Teruel-2.

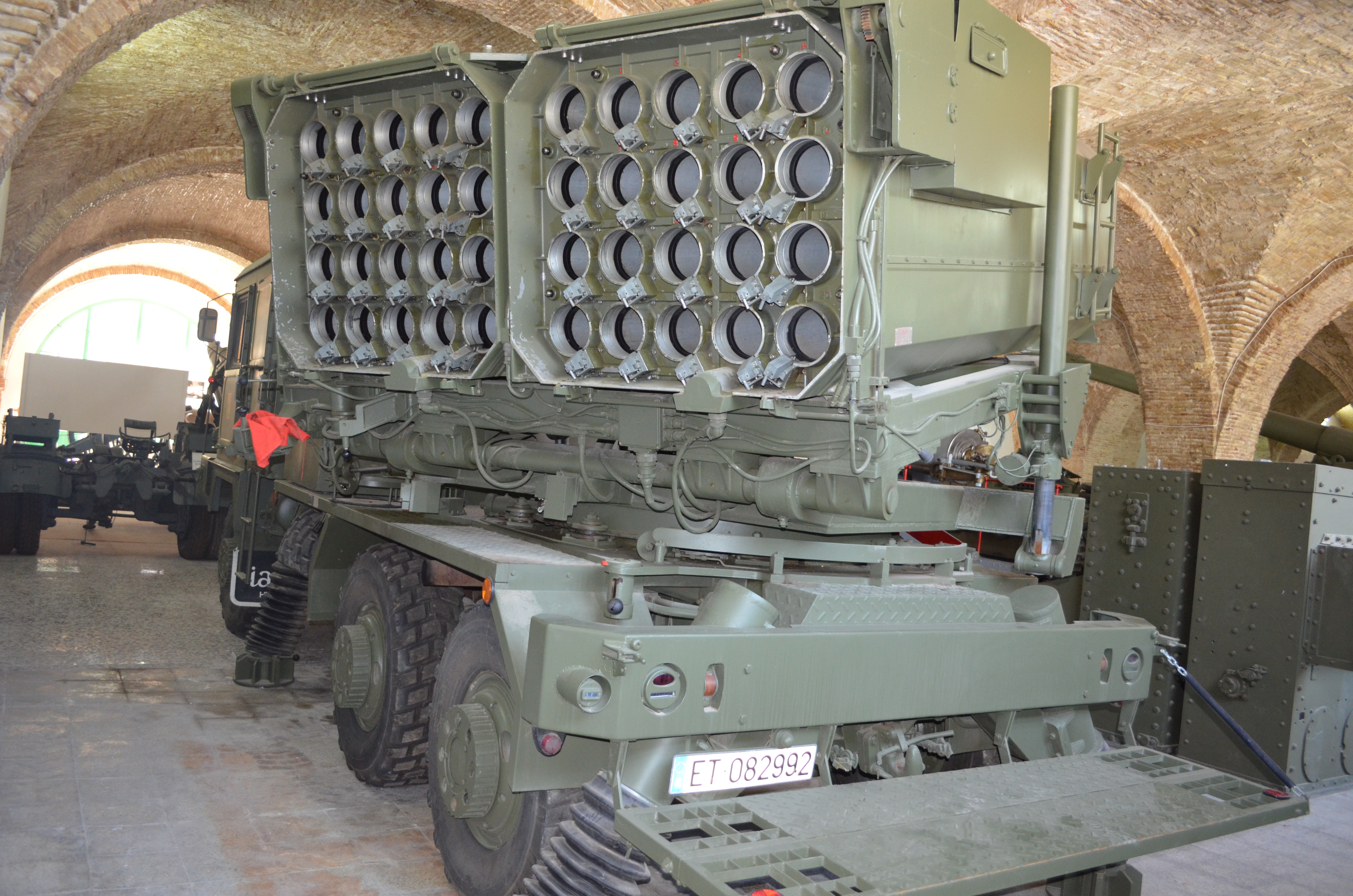
Lanceur mutliple Teruel

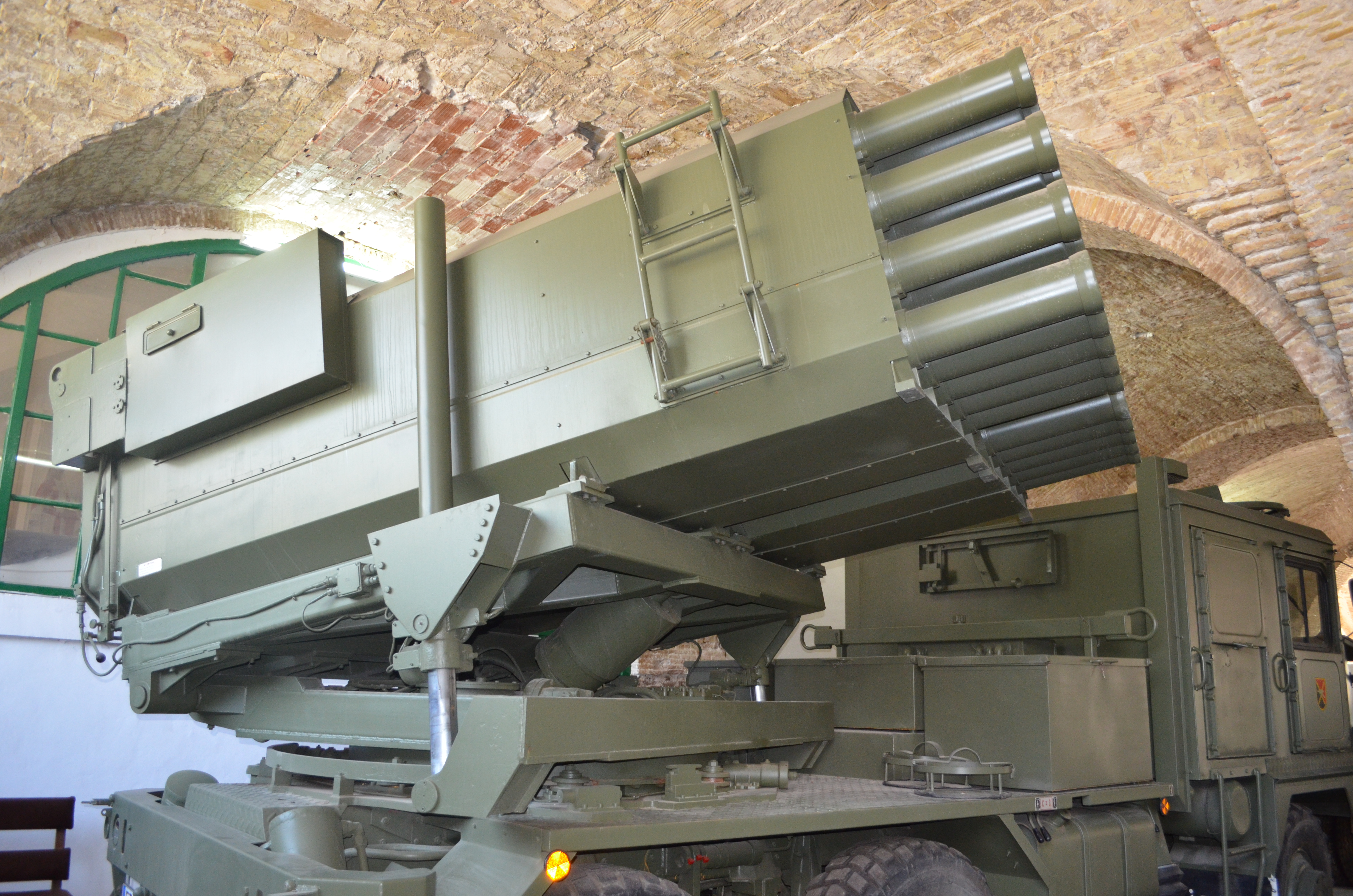
Lanceur mutliple Teruel

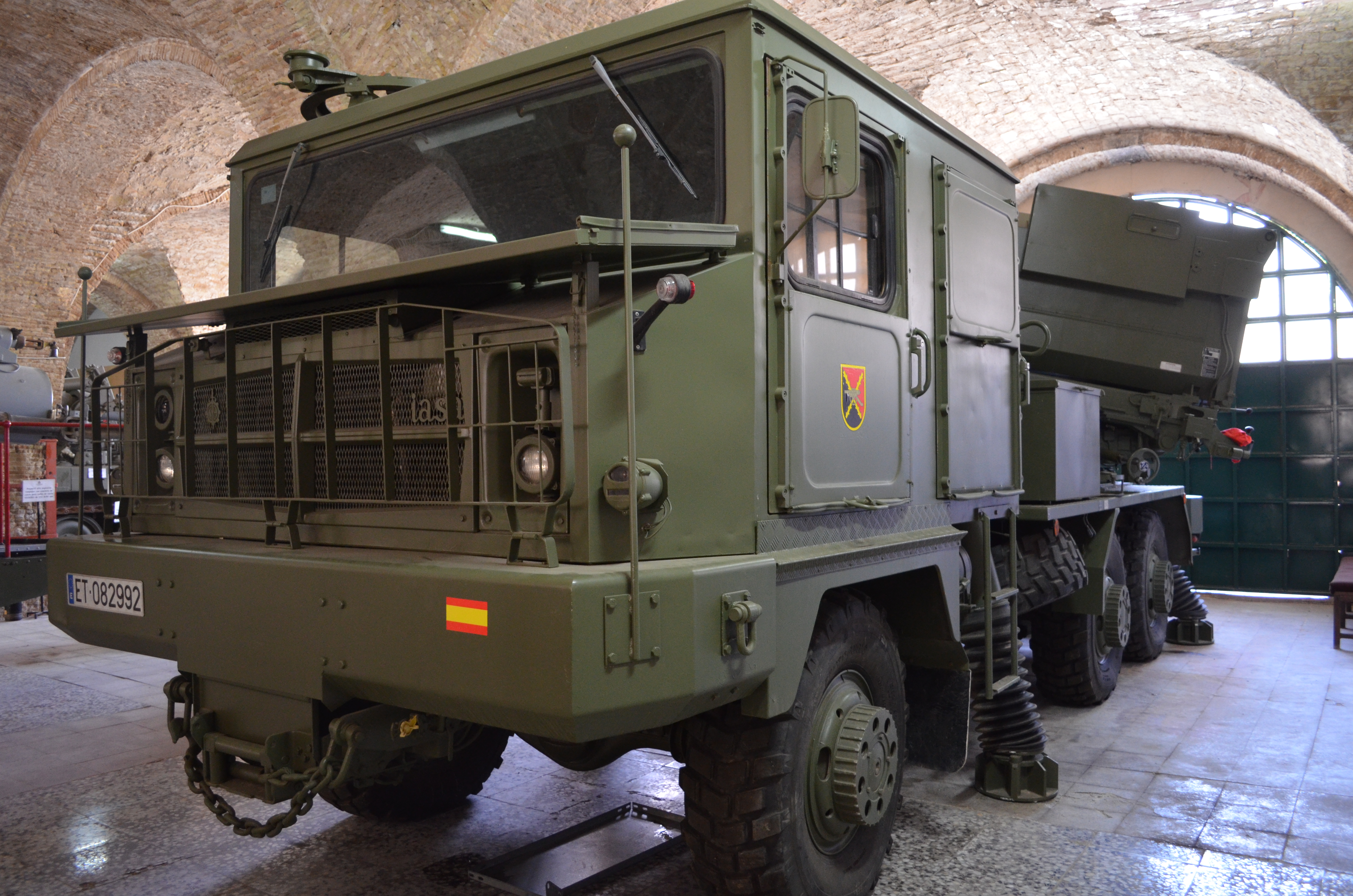
Lanceur mutliple Teruel

Teruel est un lance-roquettes multiple fabriqué par Santa Bárbara Sistemas/Empresa Nacional Santa Barbara (ENSB).

## Historique
Fabriqué en Espagne pour l'armée espagnole, il fut en usage entre 1985 et 2011 dans l'armée de terre espagnole dans deux batteries à six pièces du Regimiento de Artillería Lanzacohetes de Campaña 62 basé à Astorga. Il a été nommé en référence à la ville espagnole de Teruel.
Prévu pour être remplacé par un développement local du système américain M142 HIMARS, il fut finalement retiré du service en 2011 sans remplaçant annoncé. Le SILAM devant le remplacer doit entrer en service vers 2024.

## Description
Il permet d'engager 40 fusées de 140mm en moins de 30 secondes. Il est monté sur un camion Pegaso (ENASA) 3055. Sa portée est de 25 kilomètres. Avant le tir, il convient de baisser les stabilisateurs et d'abaisser le bouclier protégeant la cabine et ses occupants.

## Utilisateurs
- Gabon:  8 (commandés en 1983/84 pour l'armée de terre gabonaise[1], toujours en service en 2017 au sein d'une batterie du régiment de commandement et de soutien[2].)

## Anciens utilisateurs
- Espagne: 14 en service (12 opérationnelles, 2 pour tests) jusqu'en 2011, en passe d'être remplacé par le système SILAM (LRM) d'Expal à l'horizon 2024-2025[3].

## Projets similaires
- Orkan M87
- BM-30 Smerch
- M142 High Mobility Artillery Rocket System (M142 HIMARS)